# Altes Lager (Wasserliesch)

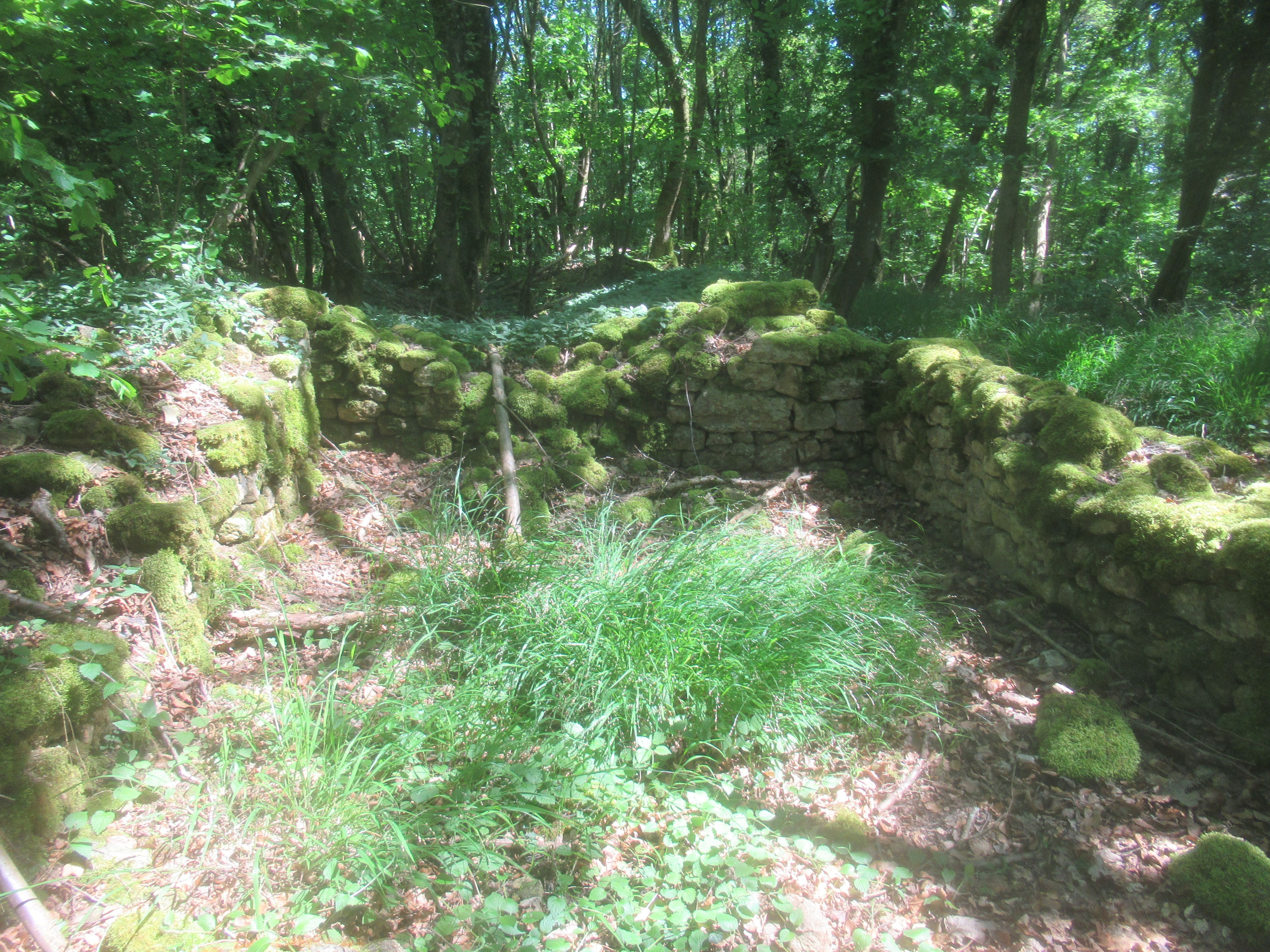
Teil des Alten Lagers

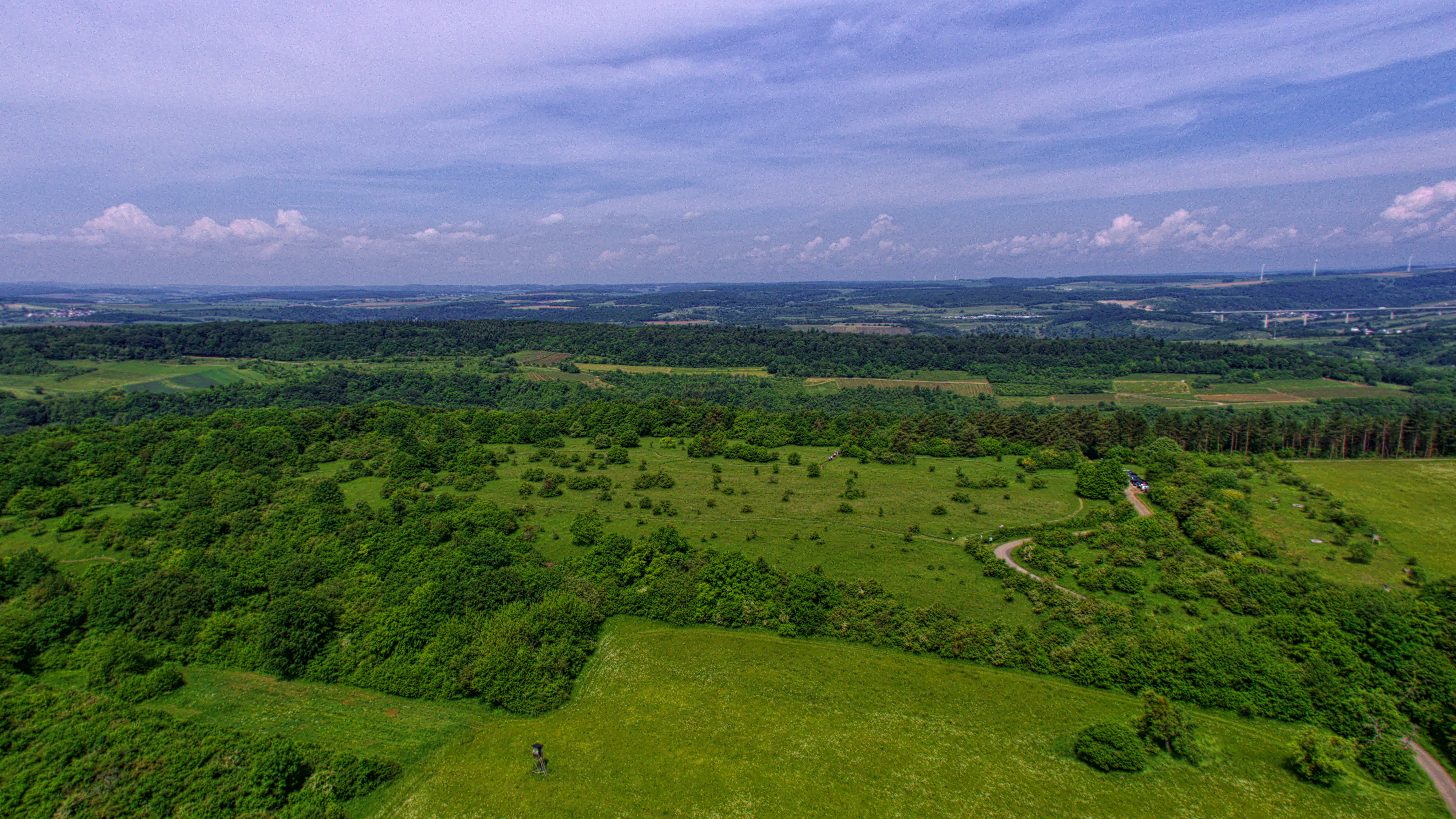
Naturschutzgebiet, links der Bildmitte liegt das Alte Lager

Das Alte Lager bezeichnet die Reste eines römischen Lagers aus dem 3. Jahrhundert auf dem Hochplateau des Liescher Berges bei Wasserliesch im Landkreis Trier-Saarburg in Rheinland-Pfalz.
Die Anlage liegt im Naturschutzgebiet Perfeist und ist als Denkmalzone ausgewiesen.
Die rechteckige von Mauern begrenzte Grundfläche hatte eine Länge von 94 m und eine Breite von 47 m.
Sie war mit Steinwällen und Gräben nach allen vier Seiten gesichert. 
Die Anlage wurde zu Beginn des 19. Jahrhunderts auf der Topographischen Aufnahme der Rheinlande dargestellt.
Archäologische Grabungen wurden in den Jahren 1853, 1896 und 1973/74 durchgeführt.
Eine Vermessung erfolgte im Dezember 1976 (Koch).